# Filippo di Navarra
Filippo di Navarra o Filippo di Évreux (Philippe in francese Filipe in basco, in portoghese e in galiziano, Felip in catalano, Felipe in aragonese, in spagnolo e in asturiano, Philip in inglese, Philipp in tedesco e Filip in fiammingo; 1336 – Vernon, 29 agosto 1363) principe di Navarra che fu conte di Longueville e, dal 1361, luogotenente generale dei possedimenti del re di Navarra in Francia.

## Origine
Era il figlio quartogenito o quintogenito (secondo maschio) della regina di Navarra, Giovanna II e di suo marito, Filippo, conte di Évreux, Conte d'Angoulême e di Mortain. Bianca era la sorella del re di Navarra Carlo II e della regina consorte di Aragona, Maria moglie del re Pietro IV di Aragona.

## Biografia
Dopo la morte del padre, avvenuta, nel 1343, gli fu conferito il titolo di conte di Longueville.
Nel 1349, alla morte della madre, Giovanna, mentre suo fratello maggiore Carlo il malvagio, saliva al trono come Carlo II, sotto la reggenza del re di Francia, Filippo VI di Valois, Filippo divenne, sino alla nascita del nipote, Carlo, nel 1361, l'erede al trono di Navarra.
Nel 1353, il 13 giugno, Filippo sposò Iolanda di Dampierre (1331-1395), figlia del conte di Marle e di Cassel, Roberto. Iolanda era al suo secondo matrimonio, avendo sposato in prime nozze, Enrico IV (ca.1312-1344), conte di Bar, di cui era rimasta vedova.
In quello stesso anno, nel mese di ottobre, prese parte alla difesa della contea di Bar, che era stata invasa dai lorenesi. Ma quando cercò di imporsi come governatore della contea, fu imprigionato; Filippo fu liberato, nel 1356.
Sempre, nel 1356, suo fratello, Carlo il Malvagio, per aver tentato di attirare in una congiura il figlio maggiore del re di Francia, Giovanni II il Buono, l'erede al trono di Francia, il delfino, Carlo il Saggio, il 5 aprile 1356, fu arrestato a Rouen e imprigionato in Normandia. Appena scarcerato Filippo fu tra coloro che si batterono per la liberazione del fratello e a settembre prese parte alla Battaglia di Poitiers, tra le truppe comandate da Edoardo il Principe Nero, il figlio del re d'Inghilterra, Edoardo III, nella quale l'esercito francese venne sconfitto e il re di Francia, Giovanni II, fu fatto prigioniero.
Nel 1361 suo fratello, Carlo il Malvagio, lo nominò luogotenente generale dei possedimenti del regno di Navarra in Francia.
Dopo il Trattato di Brétigny, del 1360, Filippo si era rappacificato con il re di Francia, ed aveva cominciato a collaborare con le truppe francesi al comando di Bertrand du Guesclin, ma a Vernon, il 29 agosto 1363, morì, sembra a causa di un raffreddore estivo.
Filippo fu inumato nella cattedrale di Évreux oppure a Parigi.

## Discendenza
Filippo da Iolanda non ebbe figli, ma ebbe due figli dalla sua amante, Jeannette d'Aisy:
- Lancellotto, che, nel 1371, ricevette una dote dallo zio, Carlo II il malvagio, re di Navarra, e, per un lungo periodo, fu al servizio del duca di Bretagna;
- Rubino, che, nel 1367, ricevette una dote dallo zio, Luigi, Conte di Beaumont-le-Roger.

## Ascendenza
|                        |                       |                        | Genitori                |  |  | Nonni |  |  | Bisnonni               |  |  | Trisnonni           |  |
|                        |                       |                        |                         |  |  |       |  |  | Filippo III di Francia |  |  | Luigi IX di Francia |  |
|                        |                       |                        |                         |  |  |       |  |  | Filippo III di Francia |  |  | Luigi IX di Francia |  |
|                        |                       | Margherita di Provenza |                         |  |  |       |  |  | Filippo III di Francia |  |  |                     |  |
| Luigi d'Évreux         |                       |                        |                         |  |  |       |  |  | Filippo III di Francia |  |  |                     |  |
|                        |                       | Maria di Brabante      | Enrico III di Brabante  |  |  |       |  |  |                        |  |  |                     |  |
|                        |                       | Maria di Brabante      | Enrico III di Brabante  |  |  |       |  |  |                        |  |  |                     |  |
|                        |                       | Maria di Brabante      | Alice di Borgogna       |  |  |       |  |  |                        |  |  |                     |  |
| Filippo III di Navarra |                       | Maria di Brabante      |                         |  |  |       |  |  |                        |  |  |                     |  |
|                        |                       | Filippo d'Artois       | Roberto II d'Artois     |  |  |       |  |  |                        |  |  |                     |  |
|                        |                       | Filippo d'Artois       | Roberto II d'Artois     |  |  |       |  |  |                        |  |  |                     |  |
|                        |                       | Filippo d'Artois       | Amicie de Courtenay     |  |  |       |  |  |                        |  |  |                     |  |
| Margherita d'Artois    |                       | Filippo d'Artois       |                         |  |  |       |  |  |                        |  |  |                     |  |
|                        |                       | Bianca di Bretagna     | Giovanni II di Bretagna |  |  |       |  |  |                        |  |  |                     |  |
|                        |                       | Bianca di Bretagna     | Giovanni II di Bretagna |  |  |       |  |  |                        |  |  |                     |  |
|                        |                       | Bianca di Bretagna     | Beatrice d'Inghilterra  |  |  |       |  |  |                        |  |  |                     |  |
| Filippo di Navarra     |                       | Bianca di Bretagna     |                         |  |  |       |  |  |                        |  |  |                     |  |
|                        | Filippo IV di Francia | Filippo III di Francia |                         |  |  |       |  |  |                        |  |  |                     |  |
|                        | Filippo IV di Francia | Filippo III di Francia |                         |  |  |       |  |  |                        |  |  |                     |  |
|                        | Filippo IV di Francia | Isabella d'Aragona     |                         |  |  |       |  |  |                        |  |  |                     |  |
| Luigi X di Francia     | Filippo IV di Francia |                        |                         |  |  |       |  |  |                        |  |  |                     |  |
|                        |                       | Giovanna I di Navarra  | Enrico I di Navarra     |  |  |       |  |  |                        |  |  |                     |  |
|                        |                       | Giovanna I di Navarra  | Enrico I di Navarra     |  |  |       |  |  |                        |  |  |                     |  |
|                        |                       | Giovanna I di Navarra  | Bianca d'Artois         |  |  |       |  |  |                        |  |  |                     |  |
| Giovanna II di Navarra |                       | Giovanna I di Navarra  |                         |  |  |       |  |  |                        |  |  |                     |  |
|                        |                       | Roberto II di Borgogna | Ugo IV di Borgogna      |  |  |       |  |  |                        |  |  |                     |  |
|                        |                       | Roberto II di Borgogna | Ugo IV di Borgogna      |  |  |       |  |  |                        |  |  |                     |  |
|                        |                       | Roberto II di Borgogna | Iolanda di Dreux        |  |  |       |  |  |                        |  |  |                     |  |
| Margherita di Borgogna |                       | Roberto II di Borgogna |                         |  |  |       |  |  |                        |  |  |                     |  |
|                        |                       | Agnese di Francia      | Luigi IX di Francia     |  |  |       |  |  |                        |  |  |                     |  |
|                        |                       | Agnese di Francia      | Luigi IX di Francia     |  |  |       |  |  |                        |  |  |                     |  |
|                        |                       | Agnese di Francia      | Margherita di Provenza  |  |  |       |  |  |                        |  |  |                     |  |
|                        |                       | Agnese di Francia      |                         |  |  |       |  |  |                        |  |  |                     |  |